# Regard oppositionnel
Pour les articles homonymes, voir Regard et Regard (sciences sociales).
Le regard oppositionnel est un concept de la militante féministe bell hooks, présenté dans son essai de 1992 The Oppositional Gaze: Black Female Spectators, qui fait référence au pouvoir du regard. Cet essai est tiré de l'ouvrage Black Looks: Race and Representation, traduit en français aux éditions Payot sous le titre Regards oppositionnels : Se défaire des représentations dominantes. Elle définit le regard oppositionnel comme un moyen par lequel une personne noire en position subordonnée communique son statut. L'essai de hooks est un ouvrage de théorie féministe du cinéma qui discute du regard masculin, de Michel Foucault, et du féminisme blanc dans la théorie du cinéma.

## Histoire
Dans l'essai de 1992 « The Oppositional Gaze: Black Female Spectators », hooks décrit le regard d'un corps noir comme réprimé, nié et interrogateur. Elle soutient que le regard est devenu un acte de rébellion à l’époque de l’esclavage américain, lorsque les propriétaires d’esclaves punissaient souvent les esclaves simplement pour les avoir regardés, niant ainsi aux personnes noires le droit au regard. À travers un débat critique sur les femmes noires et le cinéma, le regard oppositionnel se présente comme un moyen pour les personnes noires d’acquérir une capacité d’agir pour lutter contre la suprématie blanche. Les représentations racistes des personnes noires dans un cinéma dominé par les Blancs ont donné naissance à un cinéma noir indépendant. Cependant, hooks note que les cinéastes noirs ont représenté les femmes noires dans leurs films comme des objets du regard masculin qui perpétuaient intrinsèquement la suprématie blanche, car le corps de la femme noire n'était présenté que pour glorifier et maintenir la féminité blanche en tant qu'objet du regard phallocentrique.
Le concept a d’abord été développé comme une perspective de théorie critique que les femmes noires pouvaient appliquer lorsqu’elles regardent un film.
Le regard oppositionnel englobe des modes de regard qui utilisent des regards réflexifs, notamment des regards masculins, féminins et phallocentriques.

### Le regard masculin
Le concept de regard oppositionnel s'est construit autour du rejet direct des thèses de Laura Mulvey dans son article Plaisir visuel et cinéma narratif (1975). Dans ce texte, la cinéaste britannique utilise le stade du miroir de Lacan pour l'appliquer au cinéma, le définissant comme « le moment où l’enfant se reconnaît dans le miroir est crucial pour la constitution de l’ego ». Elle conclue que la subjectivité est la naissance de « la longue relation amour/haine entre l’image et l’image de soi, qui s’est exprimée si intensément dans les films et qui a trouvé une si enthousiaste reconnaissance du public ». Mulvey approfondit ce point en expliquant que ce qui rend la star de cinéma masculine attirante n'est pas le fait d'être « l'objet érotisé du regard », mais le fait qu'elle ait les mêmes caractéristiques que le « Moi idéal » développé dans les premières étapes de la reconnaissance devant le miroir. Mulvey définit la division entre « l'actif/masculin et le passif/féminin » comme le plaisir que suscite le regard masculin (le male gaze en anglais), qui est déterminant dans la façon de modeler la figure féminine. hooks réfute cette affirmation en déclarant : « Les spectatrices noires ont choisi « activement » de ne pas s'identifier au sujet imaginaire du film parce qu'une telle identification était invalidante.»
Le concept de se voir soi-même en opposition à l'Idéal du Moi doit commencer par la reconnaissance de son corps comme étant différent des autres, par comparaison. Les femmes noires au cinéma sont principalement représentées au opposition au corps de la femme blanche. Ainsi, les femmes noires restent souvent bloquées dans la recherche d’une stade du miroir, parce qu’elles n’ont pas encore, métaphoriquement, vu de véritables représentations d’elles-mêmes. hooks explique qu'un des rares exemples de cette reconnaissance se trouve dans deux personnages du film Passion of Remembrance. Elle écrit : « En s'habillant pour aller à une fête, Louise et Maggie revendiquent le « regard ». En se regardant l'une l'autre et elles-mêmes dans le miroir, elles semblent complètement concentrées sur leur rencontre avec la féminité noire.»
Les critiques de Mulvey présentent des perspectives excluantes parce qu'elles utilisent le corps de la femme blanche comme une catégorie totalisante, appliquée à toutes les femmes. Non seulement la représentation des femmes noires est considérablement marginalisée dans le cinéma, mais elles sont en outre présentées à tort comme des objets stéréotypés sur lesquels le regard masculin est rarement, voire jamais, appliqué. Ce concept amène hooks à se demander : « Devons-nous vraiment imaginer que les théoriciennes féministes qui écrivent uniquement sur les images de femmes blanches [...] ne « voient » pas la blancheur de l’image ? »
Le regard oppositionnel sert de « geste de résistance » non seulement au regard masculin mais aussi à l'oppression des minorités à travers le cinéma par la réduction au genre totalisant de la femme. Ce regard critique le double effet de l'objectivation en « se détournant [comme] une manière de protester, de rejeter la négation ».

### Regard féminin
Judith Butler théorise le regard féminin (le female gaze, en anglais) comme une « forme envahissante d'hétérosexisme dans la théorie féministe ». Dans son essai « La question de la transformation sociale », Butler déclare : « Normes du genre dominantes et non dominantes apparaissent ainsi également performatives. Certaines de ces expressions performatives revendiquent toutefois la place de la nature ou de la nécessité symbolique ». Ces théories critiquent le regard masculin et son objectivation des « femmes », car en plus d'exclure le regard oppositionnel noir, il s'intéresse davantage à la subjectivité du genre masculin qu'à celle du genre féminin. De plus, la « femme » en tant qu’objet sexuel hétérogène fonctionne pour et dans le cadre du patriarcat, renforçant le « regard dominant de l’impérialisme capitaliste suprématiste blanc. » 
"La créatrice de Transparent, Jill Soloway, a parlé du défi de définir le regard féminin au Festival international du film de Toronto. Elle a soutenu que le regard féminin consiste en réalité à utiliser la présence d'une perspective féminine à l'écran pour mettre en valeur les émotions et les personnages de l'histoire."  De nombreuses cinéastes utilisent des styles et des thèmes qui se moquent du regard masculin et donnent une perspective sur l'expérience féminine. Wonder Woman de Patty Jenkins montre Diana (Gal Gadot) se moquant des vêtements vendus aux femmes en 1918 alors qu'elle tente de trouver un déguisement. Cette scène représente une femme exprimant sa frustration face au caractère peu pratique de la mode féminine. La Leçon de piano de Jane Campion adopte une approche différente et exprime la sexualité féminine et l'art de la séduction d'une manière assez différente du style trop sexualisé et « sordide » que l'on retrouve souvent dans les films.
L’objectif du regard féminin n’est pas simplement de changer le récit de l’objectivation et de focaliser l’attention sur les hommes, mais plutôt de présenter la façon dont les femmes pensent et ressentent. Il a été avancé que le regard féminin au cinéma encourage le public et les spectateurs à entrer en résonance avec les femmes à l'écran et à tenter de ressentir ce qu'elles ressentent. Ainsi, une scène de violence sexuelle contre les femmes, même si elle constitue un problème très grave, peut, avec l'utilisation du regard féminin, changer la façon de comprendre cette violence par le spectateur. Une scène de viol dans La Servante écarlate montre Elizabeth Moss se dissociant de ce qui lui arrive en regardant le plafond. La focalisation de la caméra sur son visage lors de ces instants oblige les spectateurs et le public à vivre ce moment avec elle.

### Regard phallocentrique
Le regard phallocentrique est défini comme « l’obsession et la concentration de l’étude sur les organes génitaux masculins ».

## Le regard oppositionnel au service du développement identitaire
Des recherches ont été menées encourageant les écoles primaires à enseigner très tôt le « regard oppositionnel » aux adolescentes noires afin qu'elles puissent développer une « conscience critique » dès leur plus jeune âge afin de contribuer au développement identitaire positif dans un monde dont les systèmes les marginalisent et dont les médias les dépeignent négativement. Dans une étude ethnographique menée par l'Université Fordham auprès d'élèves racisés dans un lycée public de Washington DC, il a été démontré que les filles noires qui obtenaient des meilleures résultats scolaires et étaient les plus récompensées sont celles étant « silencieuses et invisibles aux yeux des enseignants et des administrateurs ». L'étude analyse ce phénomène comme signifiant qu'en gardant le silence, les filles noires « passent » pour des adolescentes blanches et réussissent donc.
L’autrice de l'étude, Charlotte Jacobs, affirme que les écoles devraient éviter de reproduire ces messages négatifs et viser des outils pédagogiques qui déconstruisent et repoussent les récits oppressifs qui entourent les filles et les femmes noires. Selon la chercheuse, avoir les bons objectifs pour regarder les médias qui les entourent pendant qu'ils grandissent est important pour qu'ils apprennent à discerner les stéréotypes négatifs qui sont construits et sont « omniprésentes dans les différentes formes de médias qui inondent les écrans, décrivant les filles et les femmes noires comme hyper sexuelles, émotionnellement instables et sans éducation par rapport aux images positives des filles et des femmes blanches vues dans les magazines, films et émissions de télévision".
Étant donné que la plupart des images auxquelles les jeunes filles sont exposées de nos jours proviennent des médias, c’est dans ces médias que ces stéréotypes imprègnent leur développement identitaire. Être capable de porter un regard critique sur les médias et de comprendre les cadres de leurs « identités oppressives imbriquées » est important pour les filles noires afin de comprendre les racines idéologiques qui ont socialisé tout le monde autour d'elles.

## Dans les medias
Dans son essai, hooks explique que les femmes noires sont non seulement sous-représentées dans les films, mais qu'elles ne sont pas non plus autorisées à "regarder". Regarder implore un sentiment de pouvoir qui est retiré du corps de la femme noire, pour jouer le rôle d'objet en relation directe avec l'existence de la femme blanche.
hooks critique le film de Spike Lee, Nola Darling n'en fait qu'à sa tête, qu'elle accuse d'avoir recours à des pratiques cinématographiques patriarcales dominantes qui représentent les femmes noires comme l'objet d'un regard phallocentrique. Le remplacement de la féminité blanche par la féminité noire a conduit hooks à enquêter sur le spectateur féminin noir.
hooks critique également le concept de « résistance du spectateur » de Manthia Diawara, en ce qu'il n'englobe pas l'ensemble des spectatrices noires parce que les femmes noires ont créé des textes alternatifs qui ne sont pas uniquement des réactions.
Le regard oppositionnel peut être vu au cinéma à travers un casting principalement blanc avec peu ou pas de représentation de la communauté noire. La définition et la discussion de bell hooks du regard oppositionnel  permet aux spectateurs et au public d'en prendre conscience à l'écran. Le film Get Out de Jordan Peele démontre l'utilisation de ce regard à travers la représentation des femmes noires comme calmes et passives, alors que les hommes noirs sont considérés pour leurs caractéristiques physiques. Peele explique que ce film permet de confronter les peurs de l'Autre (la communauté noire) « et cela les renforce dans le regard, d'autant plus que le protagoniste noir triomphe dans la fin en montrant que l'Autre peut « traverser la peur », comme hooks espérait le faire atteindre." 